# Naturschutzgebiet Burgberg Wocklum

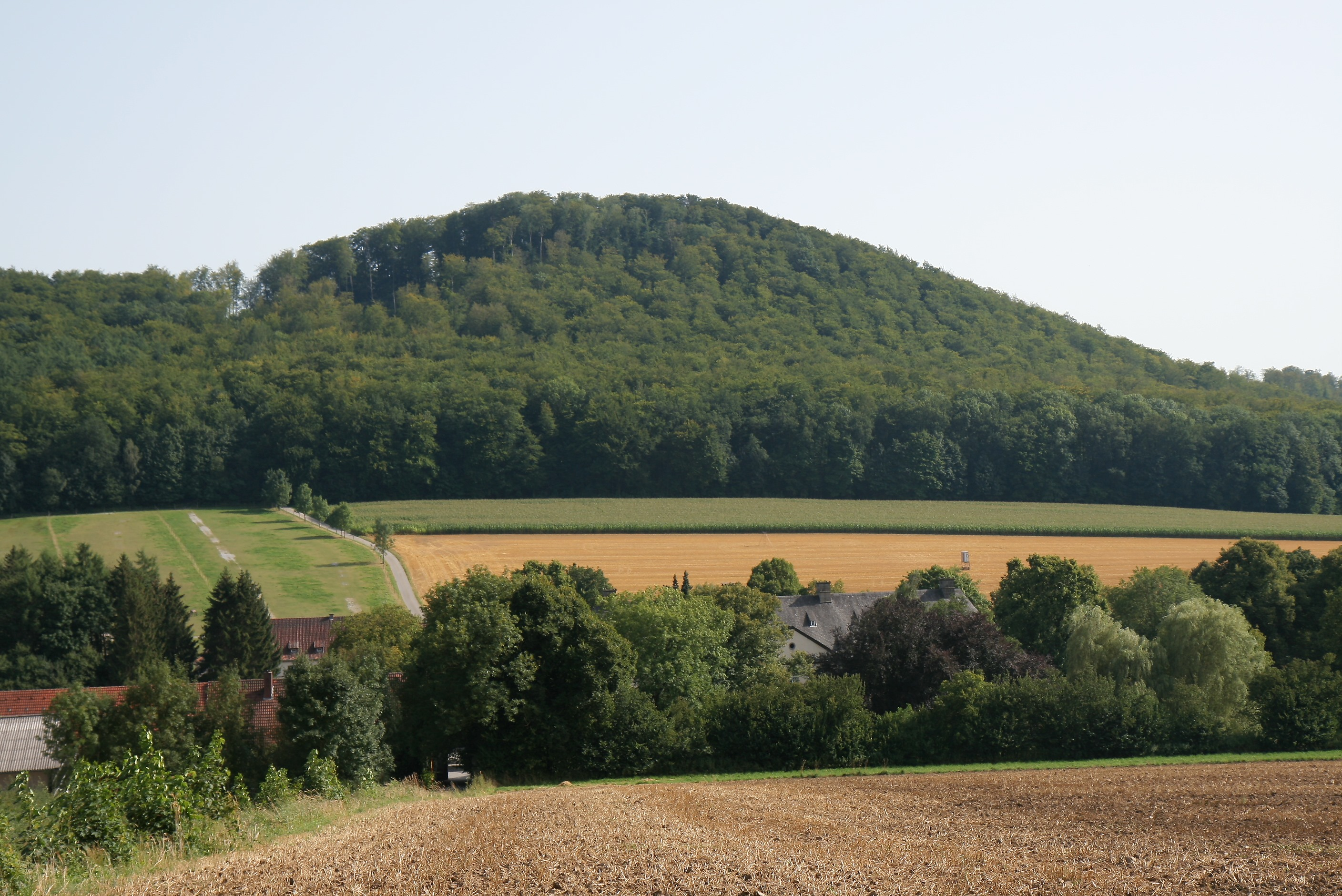
Burgberg mit Naturschutzgebiet Burgberg Wocklum auf dem Gipfel

Das Naturschutzgebiet Burgberg Wocklum ist ein 3,67 ha großes Naturschutzgebiet (NSG) östlich von Balve im Märkischen Kreis in Nordrhein-Westfalen. Das NSG wurde 1989 vom Kreistag des Märkischen Kreises mit dem Landschaftsplan Nr. 2 Balve-Mitteleres-Hönnetal unter dem Namen Naturschutzgebiet Burgberg Wocklum östlich von Balve erstmals ausgewiesen. Das NSG wurde 2015 vom Kreistag des Märkischen Kreises mit dem 2. Änderung Landschaftsplan Nr. 2 Balve-Mitteleres-Hönnetal unter dem Namen Burgberg Wocklum erneut ausgewiesen. Durch das NSG führt der Orlebachtal – Naturerlebnisweg zwischen Balve und Sorpesee mit 6,3 km Länge. An ihm liegt auch das Naturschutzgebiet Orlebachtal und das Schloss Wocklum.

## Gebietsbeschreibung
Bei dem NSG handelt es sich um den Wald auf dem Gipfelbereich des Burgberges. Beim Wald handelt es sich um einen Kalk-Buchenwald und einen Bergulmenbestand mit Felsen. Auf dem Gipfel gibt es Reste einer historischen Wallburg, der Ollen Borg. An den steilen Berghängen sind schluchtwaldartige Elemente mit Kalkfelsen eingestreut. Die Kalkbuchenwälder und Buchenmischwälder weisen viele Altbuchen auf. Am Berghang ist die Bergulme beigemischt. Während der Großteil des Waldes aus einem Hallenwald besteht, steht im Nordosten ein stark aufgelichteten Buchenmischwald. Die Strauchschicht im Buchenmischwald besteht fast nur aus Rotbuche mit beigemischter Bergulme und Esche. Die artenreiche Krautschicht des Kalkbuchenwaldes ist hingegen dominiert von Einblütiges Perlgras, Wald-Bingelkraut und Waldmeister. Im Wald kommen auch Quirlblättrige Weißwurz, Christophskraut, Pfirsichblättrige Glockenblume, Waldtrespe, Männliches Knabenkraut und Gold-Hahnenfuß vor. Im felsigen Hangbereich stehen auch einige Sommerlinden. In diesem Bereich findet man Tüpfelfarn, Gelappter Schildfarn und Hirschzunge. Wegen der besonders artenreichen Ausgeprägung und den Übergängen mit den Schluchtwaldelementen und den natürlichen Kalkfelsen hat das NSG eine besondere Bedeutung für den Arten- und Biotopschutz.

## Schutzzweck, Verbote und Gebote
Das NSG wurde laut Landschaftsplan ausgewiesen:
- „zur Erhaltung und Entwicklung eines Kalk-Buchenwaldes und des Ulmenbestandes mit natürlichen Felsbildungen und historischer Wallburg als Lebensraum seltener und gefährdeter Tier- und Pflanzenarten
- wegen der landschaftlichen Schönheit und Einzigartigkeit.“

Es wurden zudem sieben besondere Verbote für das Schutzgebiet erlassen:
- „den bodenständigen Kalkbuchenwald und den Ulmenbestand forstlich zu nutzen; ausgenommen bleibt die einzelstammweise Nutzung nach Maßgabe der Unteren Landschaftsbehörde;
- Wiederaufforstungen mit Nadelbäumen oder anderen im Naturraum nicht von Natur aus heimischen und standortgerechten Baumarten vorzunehmen (gemäß § 25 LG);
- mit Fahrzeugen außerhalb der Wege und Rückegassen Holz zu rücken;
- Forstwirtschaftswege anzulegen oder in eine höhere Ausbaustufe zu überführen;
- die Wallanlagen zu beschädigen oder in anderer Weise zu beeinträchtigen;
- an den Felsen Einrichtungen für den Klettersport anzubringen, an ihnen zu klettern oder sie in ihrem Erscheinungsbild zu verändern;
- die Erstellung von jagdlichen Einrichtungen und die Durchführung von Hegemaßnahmen(wie z. B. Hochsitze, Wildäsungsflächen, Fütterungen, künstliche Brutstätten) mit Ausnahme der Errichtung von offenen Ansitzleitern und der Wildfütterung in Notzeiten im Sinne der Fütterungsverordnung NRW.“

Der Landschaftsplan führt zwei besondere Gebote für das NSG Burgberg Wocklum auf:
- „die Nadelholzbestände und Fehlbestockungen im Sinne des Schutzzweckes in bodenständiges Laubholz umzubauen;
- geeignete Entwicklungs- und Pflegemaßnahmen zur Erreichung des Schutzzweckes nach Maßgabe der unteren Landschaftsbehörde durchzuführen (gemäß § 26 LG).“[3]